# Pills N Potions
"Pills N Potions" é uma canção da cantora e compositora Nicki Minaj gravada para seu terceiro álbum, The Pinkprint. Foi lançada no dia 21 de maio de 2014 através de sua conta no Soundcloud como primeiro single de seu próximo trabalho em estúdio. Minaj colaborou com Dr. Luke, Cirkut e Ester Dean durante o processo de escrita da letra, enquanto Cirkut e Dr. Luke eram responsáveis também pela produção.

## Antecedentes
Nicki Minaj mencionou a música pela primeira vez no single promocional, "Yasss Bish" em parceria com Soulja Boy. Ela afirmou que a canção sairia em duas semanas. Em uma entrevista para a Rap-Up TV, ela declarou que a música era "levantadora" e "emotiva". Durante o tapete vermelho da Billboard Music Awards 2014 , Minaj também revelou que a canção “Soa como urgência, como traição, como uma fuga, como o amor…”.Em 19 de maio, foi revelada a capa do single através do Instagram da cantora. Em 21 de maio de 2014, a música foi lançada, no mundo inteiro, através de sua conta no Soundcloud e logo depois disponível para compra no Itunes. Nicki passou a divulgar a música em várias rádios e programas de TV, incluindo entrevista por telefone com a Power 105.1, como convidada especial nas Kiss FM On Air with Ryan Seacrest, Hot 97's Radio, Z100 com Elvis Duran e uma visita no programa da rádio Power 106 Los Angeles, The Big Boy's Neighborhood Morning Show.

## Composição
Musicalmente, "Pills N Potions" é uma balada apoiada pelas batidas do tambor e um piano. Com uma notável referencia de seus trabalhos no passado, a música combina gêneros pop, hip hop e R&B. Chris Payne da Billboard destaca que a canção junto ao refrão "tem alguns resquícios de uma balada da Rihanna" com versos de rap. Kory Grow da Rolling Stone diz que a canção mostra uma Minaj "sublime (e madura), subindo em cima de seus inimigos, mesmo cantando que ela ainda os ama".
"Pills N Potions" abre com pequenas batidas de um tambor, enquanto Nicki canta o pré-refrão como se estivesse assoviando, "Pills 'n potions, we're overdosin'/I'm angry but I still love you". Enquanto o pré-refrão se repete, um efeito de eco é adicionado ao fundo e "florescendo" surge "I still love, I still love, I still lu-uh-uhhhv" formando o refrão da canção. Durante os versos de rap de Minaj, é mantido o ar de urgência, e ela canta sobre alguém ter sido injusto com ela "Eles nunca conseguirão fazer eu te odiar/Mesmo o que você fez não tenha sido de bom gosto/Mesmo que você me olhe de forma tão ingrata/Eu continuarei mantendo isso de forma elegante e clássica."Mais para frente ela diz que vai "Perdoar e esquecer", mesmo sabendo que eles estão com inveja de seu sucesso: "Mas eu acelero em uma Benzy/Eu vejo a inveja quando estou causando agitação".

## Recepção da crítica
"Pills N Potions"" foi aclamada pela crítica. Zach Frydenlund do site Complex chamou "Pills N Potions" de "monstro de música", dizendo "Depois de vários meses soltando seus singles de rua, Nicki mostra(mais uma vez) como ela é capaz de equilibrar delicadamente o pop e hip hop enquanto cumpre sua promessa de "trazer o rap de volta" para seus fãs". Chris Payne da Billboard sentiu que Minaj foi sincera ao entregar versos pessoais na canção, e passou a chamar a música de "um prazer para todos" algo que todo ouvinte pode desfrutar. Gil Kaufman a MTV News também foi positiva em sua análise, dizendo: "Depois de voltar a dar duro com os singles "Yasss Bish" e "Chi-Raq", "Potions" é na verdade um enorme movimento de retorno de Minaj ao jogo pop, sendo que esse pode ser seu maior sucesso até hoje". Apesar de Marc Hogan do web site Spin achar a mensagem da canção um pouco confusa, ele elogiou o rap de Nicki e destacou que "Quando ouvirmos Rihanna dizer "like", será  que ainda estaremos cantando o "lo-uh-uh-ve" fora da janela do carro neste verão? Nós provavelmente estaremos ouvindo sim." Um escritor do ClickMusic chamou "Pills N Potions" "De mais uma tradicional canção de amor em comparação com aquelas feitas por Minaj no passado", e disse que "Há muito mais da personalidade de Nicki na letra dessa vez". Koy Grow da Rolling Stone nominou a música de "balada de piano em rap", e notou que ela sai pelo "lado oposto" de seu ultimo single, "Lookin Ass".

## Videoclipe
Um videoclipe para a canção foi gravado entre 13 e 14 de maio de 2014, dirigido por Diane Martel, que também produziu "Right Thru Me". Minaj postou uma foto dos bastidores em seu Instagram. Também revelou através de seu Twitter, que o vídeo a "monstra com um olhar que ela nunca havia gravado antes em um videoclipe".

## Desempenho nas tabelas musicais

### Posições
| Tabela musical (2014)                                      | Melhor posição |
| ---------------------------------------------------------- | -------------- |
| Reino Unido - UK Singles (Official Charts Company)         | 31             |
| Estados Unidos - Billboard Hot 100                         | 24             |
| Estados Unidos - Billboard Hot R&B/Hip-Hop Songs           | 7              |
| Estados Unidos - Billboard Rhythmic                        | 19             |
| Reino Unido - R&B (Official Charts Company)                | 6              |
| Escócia - Scottish Singles Chart (Official Charts Company) | 29             |
| Nova Zelândia - Recorded Music NZ                          | 18             |
| Irlanda - Irish Recorded Music Association                 | 29             |

## Histórico de lançamento
| País           | Data               | Formato          |
| -------------- | ------------------ | ---------------- |
| Mundo          | 20 de maio de 2014 | Stream digital   |
| Estados Unidos | 21 de maio de 2014 | Download digital |
| Canadá         | 21 de maio de 2014 | Download digital |
| Reino Unido    | 21 de maio de 2014 | Download digital |